# Associazione Sportiva Bari 2007-2008
Questa pagina raccoglie i dati riguardanti l'Associazione Sportiva Bari nelle competizioni ufficiali della stagione 2007-2008.

## Stagione
Nella stagione 2007-2008 il Bari ha disputato, per la quarantesima volta nella sua storia, il campionato di Serie B. I biancorossi allenati nel girone di andata da Giuseppe Materazzi hanno raccolto un magro bottino di 20 punti, poi nel girone di ritorno allenati da Antonio Conte hanno impresso un cambio di marcia, che è valso i 35 punti raccolti. Nel resoconto totale un tranquillo undicesimo posto con 55 punti. Tre gli attaccanti con un discreto numero di segnature: Davide Lanzafame con 10 reti, Vincenzo Santoruvo con 9 reti e Simone Cavalli con 8 centri. Nella Coppa Italia i galletti nel primo turno hanno superato l'Albinoleffe, nel secondo turno hanno avuto la meglio sul Vicenza, mentre nel terzo turno sono usciti dal torneo, eliminati dall'Udinese.

## Organigramma societario
Area direttiva
- Presidente: Vincenzo Matarrese
- Amministratore delegato: Salvatore Matarrese
- Consigliere: Salvatore Matarrese

Area organizzativa
- Segretario generale: Pietro Doronzo
- Team manager: Luciano Tarantino

Area comunicazione
- Capo ufficio stampa: Saverio De Bellis
- Ufficio stampa: Fabio Foglianese

Area marketing
- Responsabile area commerciale e marketing: Palmalisa Matarrese

Area tecnica
- Direttore sportivo: Giorgio Perinetti
- Allenatore: Giuseppe Materazzi (fino al 28 dicembre 2007),[1] poi Antonio Conte
- Allenatore in seconda: Nuccio Barone (fino al 28 dicembre 2007), poi Francesco Anellino
- Preparatore atletico:  Sandro Fantoni (fino a ottobre 2007), poi Stefano Boggia
- Allenatore dei portieri: Giuseppe Alberga

Area sanitaria
- Responsabile: Michele Pizzolorusso
- Massaggiatori: Mariano Ottaviano.
- Fisioterapista: Gianluca Gresi
- Massofisioterapista: Lorenzo Ferrara

## Rosa
| N. |                         | Ruolo | Calciatore                      |
| -- | ----------------------- | ----- | ------------------------------- |
| 1  | Belgio (bandiera)       | P     | Jean François Gillet (capitano) |
| 2  | Italia (bandiera)       | C     | Antonio Bellavista              |
| 3  | Italia (bandiera)       | D     | Marco Esposito                  |
| 4  | Italia (bandiera)       | C     | Luca Tabbiani                   |
| 5  | Italia (bandiera)       | D     | Palmiro Di Dio                  |
| 6  | Italia (bandiera)       | D     | Luca Antonelli                  |
| 7  | Italia (bandiera)       | A     | Davide Lanzafame                |
| 8  | Croazia (bandiera)      | C     | Ivan Rajčić                     |
| 9  | Italia (bandiera)       | A     | Vincenzo Santoruvo              |
| 10 | Italia (bandiera)       | C     | Andrea Carozza                  |
| 11 | Italia (bandiera)       | A     | Massimo Ganci                   |
| 12 | Italia (bandiera)       | P     | Fabio Fusco                     |
| 13 | Italia (bandiera)       | D     | Christian Conti                 |
| 13 | RD del Congo (bandiera) | C     | Pedro Kamata                    |
| 14 | Italia (bandiera)       | C     | Alessandro Gazzi                |
| 15 | Italia (bandiera)       | D     | Giacinto Allegrini              |
| 16 | Italia (bandiera)       | C     | Daniele Fiorentino              |
| 17 | Italia (bandiera)       | D     | Giuseppe Ingrosso               |
| 18 | Italia (bandiera)       | D     | Nicola Belmonte                 |
| 19 | Italia (bandiera)       | C     | Nicola Strambelli               |
| 20 | Italia (bandiera)       | C     | Massimiliano Fusani             |
| 20 | Italia (bandiera)       | A     | Simone Cavalli                  |

| N. |                      | Ruolo | Calciatore             |
| -- | -------------------- | ----- | ---------------------- |
| 21 | Italia (bandiera)    | D     | William Pianu          |
| 21 | Marocco (bandiera)   | C     | Abderrazzak Jadid      |
| 22 | Argentina (bandiera) | C     | Mariano Donda          |
| 23 | Italia (bandiera)    | P     | Vitangelo Spadavecchia |
| 25 | Argentina (bandiera) | D     | Santiago Ladino        |
| 26 | Italia (bandiera)    | C     | Gianluca Galasso       |
| 27 | Italia (bandiera)    | C     | Benedetto Iraci        |
| 27 | Italia (bandiera)    | D     | Cristian Stellini      |
| 28 | Italia (bandiera)    | C     | Pasquale Berardi       |
| 29 | Italia (bandiera)    | C     | Ivan Loseto            |
| 30 | Belgio (bandiera)    | C     | Tony Sergeant          |
| 31 | Italia (bandiera)    | A     | Daniele Vantaggiato    |
| 33 | Italia (bandiera)    | C     | Davide Desideri        |
| 34 | Italia (bandiera)    | P     | Paolino Corno          |
| 35 | Italia (bandiera)    | C     | Fabio Grieco           |
| 36 | Italia (bandiera)    | C     | Giuseppe Statella      |
| 37 | Italia (bandiera)    | A     | Antonio Infimo         |
| 38 | Italia (bandiera)    | A     | Cristian Galano        |
| 55 | Italia (bandiera)    | D     | Giovanni Marchese      |
| 77 | Italia (bandiera)    | C     | Massimo Bonanni        |
| 86 | Italia (bandiera)    | D     | Andrea Masiello        |

## Risultati

### Serie B

#### Girone di andata
| Arbitro: | Velotto (Grosseto) |

|                    |           |                   |
| Bonanni 88’ (rig.) | Marcatori | 65’, 90’ Castillo |

| Arbitro: | Ciampi (Roma) |

|                              |           |              |
| Jeda 29’ (rig.) Regonesi 90’ | Marcatori | 7’ Lanzafame |

| Arbitro: | Palanca (Roma) |

|                        |           |  |
| Rajčić 18’ Galasso 28’ | Marcatori |  |

| Arbitro: | Tommasi (Bassano del Grappa) |

|                |           |  |
| Migliónico 61’ | Marcatori |  |

| Arbitro: | Squillace (Catanzaro) |

|                                                         |           |                    |
| Santoruvo 34’ Donda 37’ (rig.) Stellini 61’ Bonanni 63’ | Marcatori | 10’ Succi 52’ Aloe |

| Arbitro: | Mazzoleni (Bergamo) |

|                             |           |  |
| Galasso 31’ Santoruvo 90+2’ | Marcatori |  |

| Arbitro: | Trefoloni (Siena) |

|                                                     |           |             |
| Cristiano 14’ Carobbio 24’ Peluso 45’ Del Prato 90’ | Marcatori | 57’ Carozza |

| Bari 6 ottobre 2007, ore 15:00 CEST 8ª giornata | Bari            | 0 – 0 | Grosseto | Stadio San Nicola (2.466 spett.)\| Arbitro: \| C. Russo (Nola) \| |
| Arbitro:                                        | C. Russo (Nola) |       |          |                                                                   |

| Arbitro: | Cavarretta (trapani) |

|                                        |           |             |
| Evacuo 25’ Cariello 45’ Dedič 82’, 87’ | Marcatori | 49’ Cavalli |

| Cesena 20 ottobre 2007, ore 16:00 10ª giornata | Cesena          | 0 – 0 | Bari | Stadio Dino Manuzzi\| Arbitro: \| Salati (Trento) \| |
| Arbitro:                                       | Salati (Trento) |       |      |                                                      |

| Arbitro: | Lops (Torino) |

|               |           |                |
| Lanzafame 19’ | Marcatori | 27’ Biancolino |

| Arbitro: | Squillace (Catanzaro) |

|              |           |               |
| Granoche 48’ | Marcatori | 84’ Lanzafame |

| Bari 3 novembre 2007, ore 16:00 CEST 13ª giornata | Bari              | 0 – 0 | Brescia | Stadio San Nicola (3511 spett.)\| Arbitro: \| Saccani (Mantova) \| |
| Arbitro:                                          | Saccani (Mantova) |       |         |                                                                    |

| Arbitro: | Scoditti (Bologna) |

|              |           |               |
| do Prado 64’ | Marcatori | 42’ Santoruvo |

| Arbitro: | Orsato (Schio) |

|                 |           |               |
| M. Esposito 40’ | Marcatori | 21’ Marazzina |

| Arbitro: | C. Russo (Nola) |

|                           |           |  |
| Okaka 4’, 28’ Pinardi 57’ | Marcatori |  |

| Arbitro: | pierpaoli (Firenze) |

|                  |           |           |
| Donda 73’ (rig.) | Marcatori | 50’ Pesce |

| Arbitro: | Tommasi (Bassano del Grappa) |

|              |           |                          |
| Beghetto 90’ | Marcatori | 26’ Tabbiani 39’ Galasso |

| Arbitro: | Farina (Novi Ligure) |

|  |           |                                                |
|  | Marcatori | 34’, 59’ Abbruscato 45+1’ Tiribocchi 87’ Tulli |

| Arbitro: | Scoditti (Bologna) |

|                                       |           |                           |
| Kenesei 12’ Pellicori 52’, 85’ (rig.) | Marcatori | 27’ Cavalli 43’ Antonelli |

| Arbitro: | Gava (Conegliano Veneto) |

|                        |           |                               |
| Santoruvo 3’ Di Dio 8’ | Marcatori | 35’ Iunco 47’, 75’ Pellissier |

#### Girone di ritorno
| Arbitro: | Bergonzi (Genova) |

|             |           |             |
| Lorenzi 54’ | Marcatori | 12’ Cavalli |

| Arbitro: | Trefoloni (Siena) |

|  |           |              |
|  | Marcatori | 31’ Regonesi |

| Arbitro: | N. Stefanini (Prato) |

|                             |           |                                  |
| Bernardini 48’ Zampagna 63’ | Marcatori | 28’ Santoruvo 36’, 81’ Lanzafame |

| Arbitro: | Ciampi (Roma) |

|                             |           |           |
| Bonanni 29’ Santoruvo 90+1’ | Marcatori | 60’ Tulli |

| Arbitro: | Herberg (Messina) |

|           |           |                           |
| Succi 29’ | Marcatori | 12’ Galasso 35’ Santoruvo |

| Arbitro: | Palanca (Roma) |

|            |           |               |
| Godeas 41’ | Marcatori | 32’ Lanzafame |

| Arbitro: | Girardi (San Donà di Piave) |

|  |           |             |
|  | Marcatori | 54’ Ferrari |

| Arbitro: | Giorgio Lops (Collegno) |

|                              |           |                  |
| Lazzari 32’ Danilevicius 42’ | Marcatori | 38’, 72’ Cavalli |

| Arbitro: | Marelli (Como) |

|                                    |           |          |
| Lanzafame 34’, 73’ M. Esposito 43’ | Marcatori | 27’ Lodi |

| Bari 18 marzo 2008, ore 20:30 31ª giornata | Bari             | 0 – 0 | Cesena | Stadio San Nicola\| Arbitro: \| Pinzani (Empoli) \| |
| Arbitro:                                   | Pinzani (Empoli) |       |        |                                                     |

| Arbitro: | Pantana (Macerata) |

|             |           |                             |
| M. Moro 88’ | Marcatori | 64’ Bonanni 90+4’ Lanzafame |

| Arbitro: | Cavarretta (Trapani) |

|                       |           |  |
| Jadid 5’ Desideri 89’ | Marcatori |  |

| Brescia 5 aprile 2008, ore 16:00 CEST 34ª giornata | Brescia                    | 0 – 0 | Bari | Stadio Mario Rigamonti (4204 spett.)\| Arbitro: \| Nicola Pierpaoli (Firenze) \| |
| Arbitro:                                           | Nicola Pierpaoli (Firenze) |       |      |                                                                                  |

| Arbitro: | Girardi (San Donà di Piave) |

|                           |           |              |
| Cavalli 47’ Santoruvo 56’ | Marcatori | 8’ Di Vicino |

| Arbitro: | Mazzoleni (Bergamo) |

|                    |           |               |
| Galasso 62’ (aut.) | Marcatori | 75’ Lanzafame |

| Arbitro: | Herberg (Messina) |

|           |           |           |
| Gazzi 59’ | Marcatori | 13’ Bruno |

| Arbitro: | Cavarretta (Trapani) |

|                  |           |  |
| Guberti 47’, 63’ | Marcatori |  |

| Arbitro: | Velotto (Grosseto) |

|  |           |                |
|  | Marcatori | 19’ Piovaccari |

| Arbitro: | Orsato (Schio) |

|            |           |                                |
| Corvia 85’ | Marcatori | 53’ (rig.) Bonanni 57’ Cavalli |

| Arbitro: | Romeo (Verona) |

|              |           |  |
| Marchese 23’ | Marcatori |  |

| Arbitro: | Palanca (Roma) |

|               |           |                                  |
| Iunco 7’, 17’ | Marcatori | 13’ Cavalli 72’ (rig.) Santoruvo |

### Coppa Italia

#### Turni preliminari
| Arbitro: | Russo (Nola) |

|           |           |  |
| Donda 76’ | Marcatori |  |

| Arbitro: | Scoditti (Bologna) |

|                             |           |  |
| Lanzafame 40’ Santoruvo 57’ | Marcatori |  |

| Arbitro: | Pierpaoli (Firenze) |

|                                        |           |  |
| Paolucci 37’, 87’ Di Natale 53’ (rig.) | Marcatori |  |